# Doudou Babet
Doudou Babet, de son vrai nom Benjamin Georges Babet, né le 23 avril 1920 à Fort-de-France (Martinique) et mort le 14 octobre 2000 à Villejuif, est un acteur français.

## Filmographie

### Cinéma
- 1952 : Nous sommes tous des assassins d' André Cayatte
- 1953 : Deux de l'escadrille de Maurice Labro
- 1956 : Notre-Dame de Paris de Jean Delannoy
- 1956 :  Si tous les gars du monde de Christian-Jaque
- 1958 : Tamango de John Berry
- 1959 : Match contre la mort de Claude Bernard-Aubert
- 1963 : Cent mille dollars au soleil de Henri Verneuil : Khenouche
- 1966 : Le facteur s’en va-t’en guerre de Claude Bernard-Aubert
- 1967 : Les Têtes brûlées de Willy Rozier
- 1975 : Gloria Mundi de  Nikos Papatakis
- 1976 : Dora, la frénésie du plaisir de Willy Rozier : Koutou
- 1986 : L'Étincelle de Michel Lang
- 1991 : Les Secrets professionnels du Dr Apfelglück de Hervé Palud : Georges Bellerive

### Télévision
- 1966 : Au théâtre ce soir : La Cuisine des anges d'Albert Husson, mise en scène Christian-Gérard, réalisation Pierre Sabbagh, Théâtre Marigny

## Théâtre
- 1948 : J'irai cracher sur vos tombes de Boris Vian, mise en scène Alfred Pasquali, Théâtre Verlaine
- 1960 : Un raisin au soleil de Lorraine Hansberry, mise en scène Guy Lauzin, Comédie Caumartin

## Doublage
- 1956 : Au sud de Mombasa : le Chef Ami[3]